# حارة مدينة هائل (صنعاء)

تعديل مصدري - تعديل

حارة مدينة هائل هي إحدى حارات حي بيت بوس بضواحي الأمانة مديرية سنحان وبني بهلول، بلغ تعداد سكانها 649 نسمة حسب تعداد اليمن لعام 2004.